# Walter Benítez
Walter Manuel Benítez Rosales (Jiguaní, Granma, 4 de junio de 1972) es un exfutbolista y entrenador cubano que ha dirigido a la Selección de fútbol de Cuba, con la que ganó la Copa del Caribe de 2012. Subcampeón de CONCACAF con la selección Dominicana Sub-20, Clasificandola al Mundial de la categoría y a los Juegos Olímpicos de París 2024. Actualmente es director deportivo del Club Deportivo Iberia de República Dominicana]].

## Carrera
Participa por primera vez en unos juegos infantiles nacionales en el año 1983 a la edad de 11 años, seguidamente interviene en los Juegos Nacionales Escolares de alto rendimiento en los años 1985, 1986, 1988 y en los Juegos Nacionales Juveniles de 1989 y 1990, representando siempre a club CF Granma. En 1988 fue convocado a la Selección Nacional de fútbol sub-17 de Cuba, para integrar posteriormente la selección sub-23, representando a Cuba en competiciones internacionales.
En 1989 antes de cumplir los 17 años debuta en la Primera División. Por su destacada actuación participa en los Juegos Juveniles de La Amistad celebrados en la República Democrática de Alemania, representando a la selección Nacional Juvenil deCuba. También fue Campeón Universitario en el año 1993.
Se mantiene de forma ininterrumpida en Primera División hasta el año 2004, donde jugó con CF Granma Y FC Santiago de Cuba, hasta que decide retirarse como jugador, durante ese período alcanza un subcampeonato en la temporada 2001-2002 con el CF Granma.
Desde 1993 a pesar de ser aún jugador activo comienza a desempeñarse como entrenador de equipos juveniles y escolares de Granma, llevando las dos actividades acumulando hasta entonces una experiencia como entrenador de 28 años. En el año 2004 es galardonado como mejor entrenador de la Escuela Superior de Perfeccionamiento Atlético Provincial de Granma(ESPA).
En el año 2010 comienza como entrenador asistente de la selección nacional sub-20 de Cuba hasta el año 2011. En el 20012 pasa de ser asistente a primer entrenador de la selección nacional absoluta de Cuba, función que desempeñó hasta el año 2015.
Dirige en el fútbol profesional de la República Dominicana en el año 2017 (Atlético Vega Real) y en 2021 (Atlántico FC).
Actualmente es entrenador de las categorías de formación en el Deportivo Iberia de Santiago de los Caballeros y Primer entrenador de la selección nacional sub-20 de República Dominicana.

## Palmarés como entrenador
| Torneo                                   | Sede              | Selección                   | Resultado        |
| ---------------------------------------- | ----------------- | --------------------------- | ---------------- |
| Copa del Caribe de 2012                  | Antigua y Barbuda | Cuba                        | Campeón          |
| Copa de Oro 2013                         | Estados Unidos    | Cuba                        | Cuartos de final |
| Copa del Caribe de 2014                  | Jamaica           | Cuba                        | Cuarto lugar     |
| Campeonato Sub-20 de la Concacaf de 2022 | Honduras          | República Dominicana sub-20 | Subcampeón       |